# 久間田村 (三重県)
久間田村（くまだむら）は三重県鈴鹿郡にあった村。内部川の右岸、現在の四日市市と鈴鹿市にまたがる。

## 地理
- 河川：内部川、浪瀬川

## 歴史
- 1889年（明治22年）4月1日 - 町村制の施行により、下大久保村・岸田村・鹿間村・南小松村・和無田村の区域をもって発足。
- 1956年（昭和31年）9月30日 - 椿村と合併して三鈴村が発足。同日久間田村廃止。

## 交通

### 道路
現在は旧村域を東名阪自動車道が通過するが、当時は未開通。